# Daihatsu
La Daihatsu Motor Co. Ltd è una casa automobilistica giapponese specializzata nella produzione di autovetture di piccola e media cilindrata, la cui maggioranza azionaria è di proprietà della Toyota dal 1999. Dal 2016 Toyota ha acquisito il 100% di Daihatsu.

## Storia
La Daihatsu risulta essere la più antica casa automobilistica del Giappone, essendo stata costituita nel 1907 con il nome "Hatsudoki Seizo Co." ma solo nel 1951 prenderà il nome con la quale è nota oggi. Inizialmente l'azienda giapponese produceva e commercializzava motori a combustione interna. I primi prodotti dell'azienda erano i motori a combustibile naturale. Per quanto riguarda la denominazione Daihatsu, si tratta di una combinazione tra il nome del luogo dov'era situata la fabbrica dell'azienda (Osaka) e l'insieme di parole “produzione di motori”, attività attiva ancora oggi con la DAIHATSU DIESEL MFG. CO., LTD.
È degno di nota il fatto che si tratta della prima azienda giapponese ad aver avviato l'esportazione in Gran Bretagna.
Tra i modelli di maggior successo del passato si annoverano vari esempi di triciclo destinato al trasporto di merci sullo stile dell'italiano Ape della Piaggio; uno dei più diffusi fu il Midget prodotto in patria dal 1957 e su licenza in India dalla Bajaj Auto. La produzione Daihatsu è estesa anche ai veicoli commerciali leggeri con l'Hijet assemblato, per un certo periodo, anche in collaborazione con la Piaggio (venduto infatti in Europa come Porter).
Nel 1967 la casa incomincia la collaborazione con un altro famoso costruttore giapponese, la Toyota che ne diventerà nel 1999 l'azionista di maggioranza.
Tra il 1982 e il 1993, anno di chiusura degli stabilimenti milanesi di Lambrate, Daihatsu Motor Co. fornì circa 150.000 motori e trasmissioni alle Mini italiane della Innocenti. Varie furono le versioni dei motori Daihatsu montati: 993cc. 3 cilindri a benzina in versione aspirata anche con cambio automatico e con turbocompressore e una variante diesel dai consumi particolarmente bassi; 617cc. 2 cilindri benzina, 548cc. 3 cilindri benzina e infine 659cc. 3 cilindri benzina anche in versione catalizzata Euro 1.
Nel 1988 Daihatsu incomincia le esportazioni nel continente americano, lanciando nel mercato USA i modelli Charade e Rocky ma nel febbraio del 1992 abbandonerà tale mercato.
La specializzazione principale della casa automobilistica è quindi diventata la produzione di vetture economiche e compatte, nonché fuoristrada di medie dimensioni. La Daihatsu può inoltre vantare una generosa produzione di minivan, camion di piccola cilindrata e veicoli ibridi. In materia di ambiente, vale la pena notare che già dall'inizio del 2000, negli impianti della società giapponese è stata ridotta al minimo la percentuale di emissioni inquinanti.
L'azienda ha da tempo consolidato la propria posizione sul piano internazionale con stabilimenti di produzione anche in Indonesia, Malesia e Venezuela. Oggigiorno, la Daihatsu esporta i propri prodotti in oltre 140 paesi del mondo anche se oltre il 60% della produzione viene assorbita dal mercato giapponese.
Dal 1º febbraio 2013 Daihatsu Motor Company non commercializza più vetture nel mercato europeo.

## Modelli

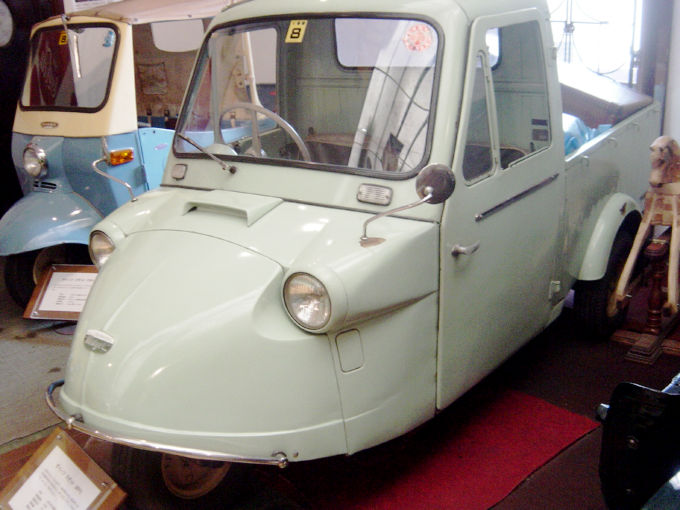
Un Midget

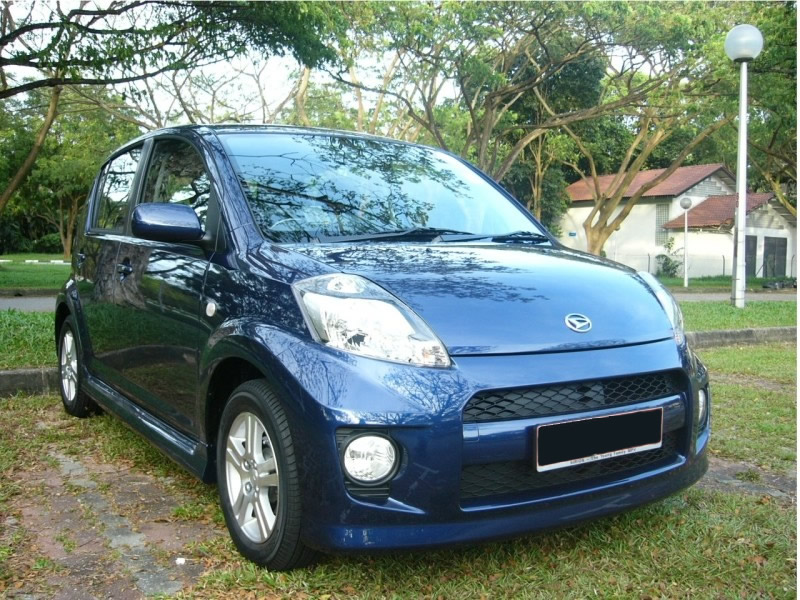
Una Sirion

- Applause
- Atrai
- Be-Go
- Boon
- Ceria
- Charade
- Coo
- Copen
- Cuore
- Domino
- Fellow Max
- Feroza
- Hijet
- Materia
- Max
- Midget
- Mira
- Move
- Rocky
- Sirion
- Taft
- Taruna
- Terios
- Trevis
- Valera
- Xenia
- YRV